# Народний музей Черкаського інституту пожежної безпеки імені Героїв Чорнобиля
Народний музей Черкаського інституту пожежної безпеки імені Героїв Чорнобиля — музей, підрозділ Черкаського інституту пожежної безпеки імені Героїв Чорнобиля, присвячений історії пожежно-рятувальної служби України, розвитку навчального закладу та участі випускників інституту в ліквідації наслідків аварії на Чорнобильській АЕС.

## Історія

### Створення та становлення музею Черкаського пожежно-технічного училища (1980—1996рр.)
Ініціатором створення музею навчального закладу став начальник Черкаського пожежно-технічного училища полковник вн. сл. Стояновичем О. Е. У 1979 р. було прийнято рішення про створення робочої групи з підготовки експозицій майбутнього музею історії Черкаського пожежно-технічного училища. Очолив групу капітан вн. сл. І. А. Кірєєв — викладач циклу суспільних наук. В училищі було оголошено огляд-конкурс на кращий експонат.
2 січня 1980 року музей відчинив свої двері для перших відвідувачів. 
Музей історії Черкаського пожежно-технічного училища став першим музеєм в системі пожежно-технічних навчальних закладів України.
У музеї діяла група екскурсоводів із числа курсантів. Одним із перших цю почесну місію виконував Володимир Правик — у найближчому майбутньому Герой Радянського Союзу, гордість як навчального закладу, так і пожежної охорони країни.. Першим куратором музею став викладач циклу суспільних наук капітан вн. сл. І. А. Кірєєв.
У жовтні 1986 р. музей училища відвідала перша міжнародна делегація — спортсмени з міста Бидгоща (Польська Народна Республіка). Польське місто Бидгощ стало побратимом міста Черкас. Між командно-викладацьким складом училища та пожежниками Бидгощського воєводства встановилися міцні дружні стосунки.
За роки існування музею училища його відвідувачами стали понад 12 тисяч осіб.

### Розвиток музею Черкаського інституту пожежної безпеки імені Героїв Чорнобиля (1997—2015рр.)
9 червня 1997 р. постановою Кабінету Міністрів України № 550 на базі училища було створено Черкаський інститут пожежної безпеки, якому присвоєно почесне ім'я Героїв Чорнобиля. Навчальний заклад у новому статусі готувався до зустрічі свого 25-річного ювілею. За ініціативою ректора інституту полковника вн. сл. М. Г. Шкарабури було прийнято рішення про створення нового музею історії Черкаського інституту пожежної безпеки імені Героїв Чорнобиля.

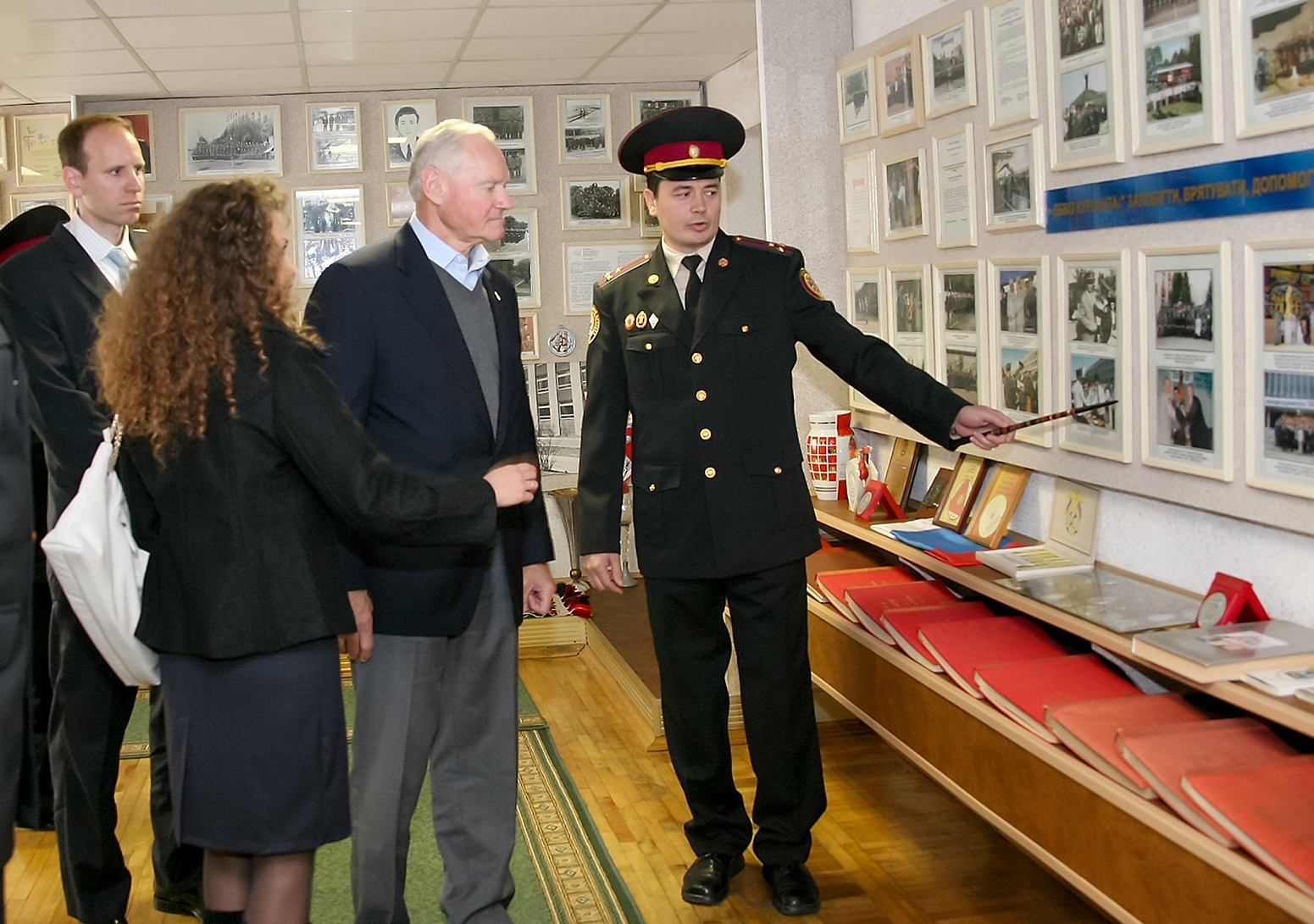
Гість музею — Хауерд Сефер, колишній 24-й комісар з пожежної безпеки та 39-й комісар поліції міста Нью-Йорка (4 жовтня 2011 р.)

Музей інституту був створений під керівництвом та за участю проректора по роботі з особовим складом полковника вн. сл. О. В. Биченка. Збір матеріалів, їхня систематизація, розробка та оформлення експозицій покладалися на викладачів кафедри гуманітарних та соціально-економічних дисциплін старших лейтенантів вн. сл. А. Г. Томіленка, Д. В. Усова, майора вн. сл. О. С. Алексєєвої, підполковника вн. сл. В. В. Вареника, доцента Г. Я. Майбороди, професора кафедри І. Г. Дробінки.
Святкування 25-річного ювілею інституту відбулося 19 червня 1998 року. У цей день відбулися дві значні події в житті ВНЗ: останній випуск курсантів, які навчалися за трирічною програмою та відкриття музею Черкаського інституту пожежної безпеки імені Героїв Чорнобиля.   

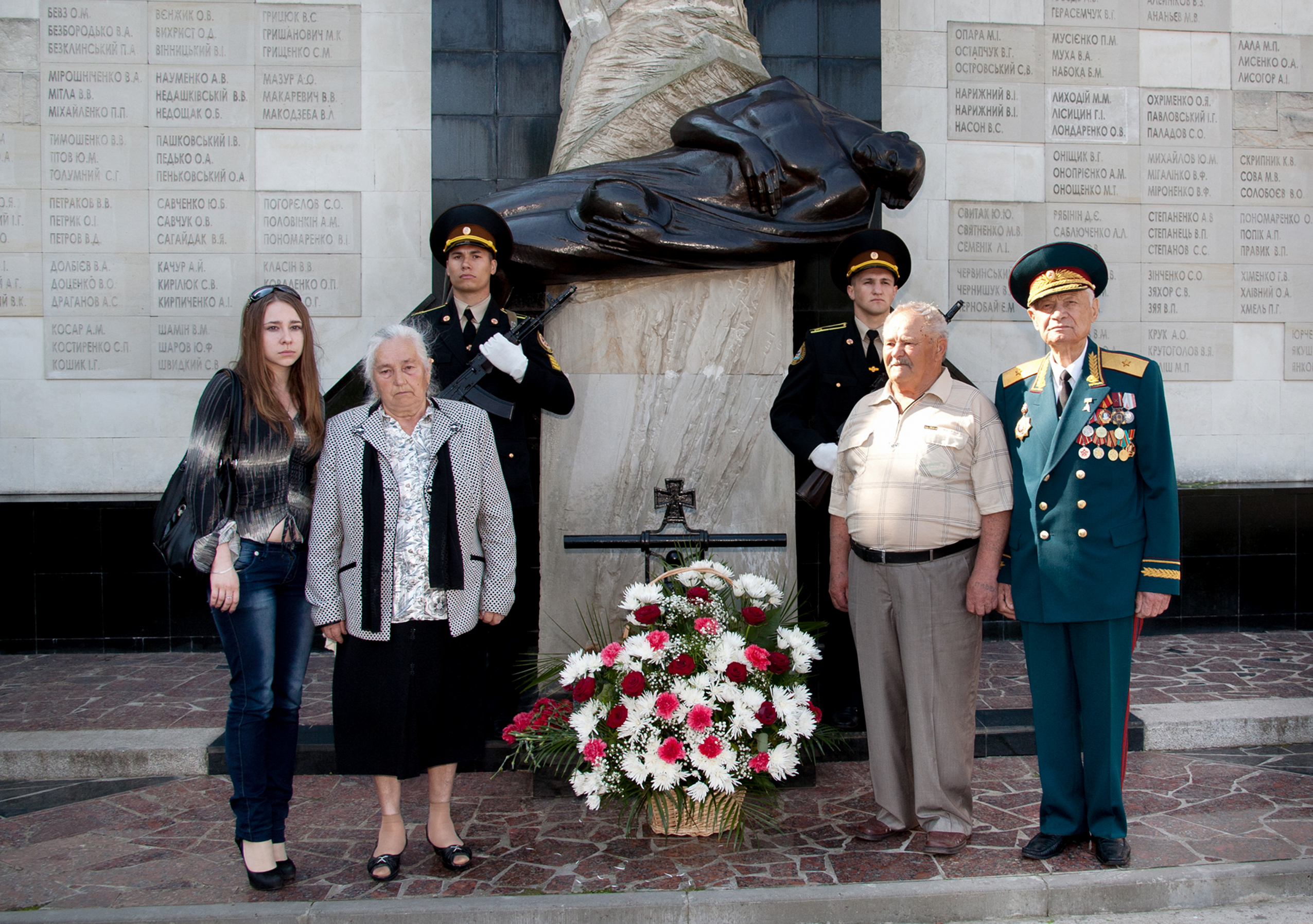
Батьки та донька Героя Радянського Союзу Володимира Правика біля музею ЧІПБ ім. Героїв Чорнобиля

На відкритті музею були присутні понад 40 делегацій від Міністерства внутрішніх справ України, Головного управління та обласних управлінь ДПО МВС України, навчальних закладів МВС України та інших організацій.
Враховуючи належну матеріальну базу, експонатний фонд, музею інституту, відповідно до постанови колегії управління культури Черкаської обласної державної адміністрації в листопаді 1998 р., було присвоєне почесне звання «Народний музей».
За період із заснування до 2021 року відвідувачами музею ЧІПБ стали близько 24 тисяч осіб.

### Створення нової концепції музею

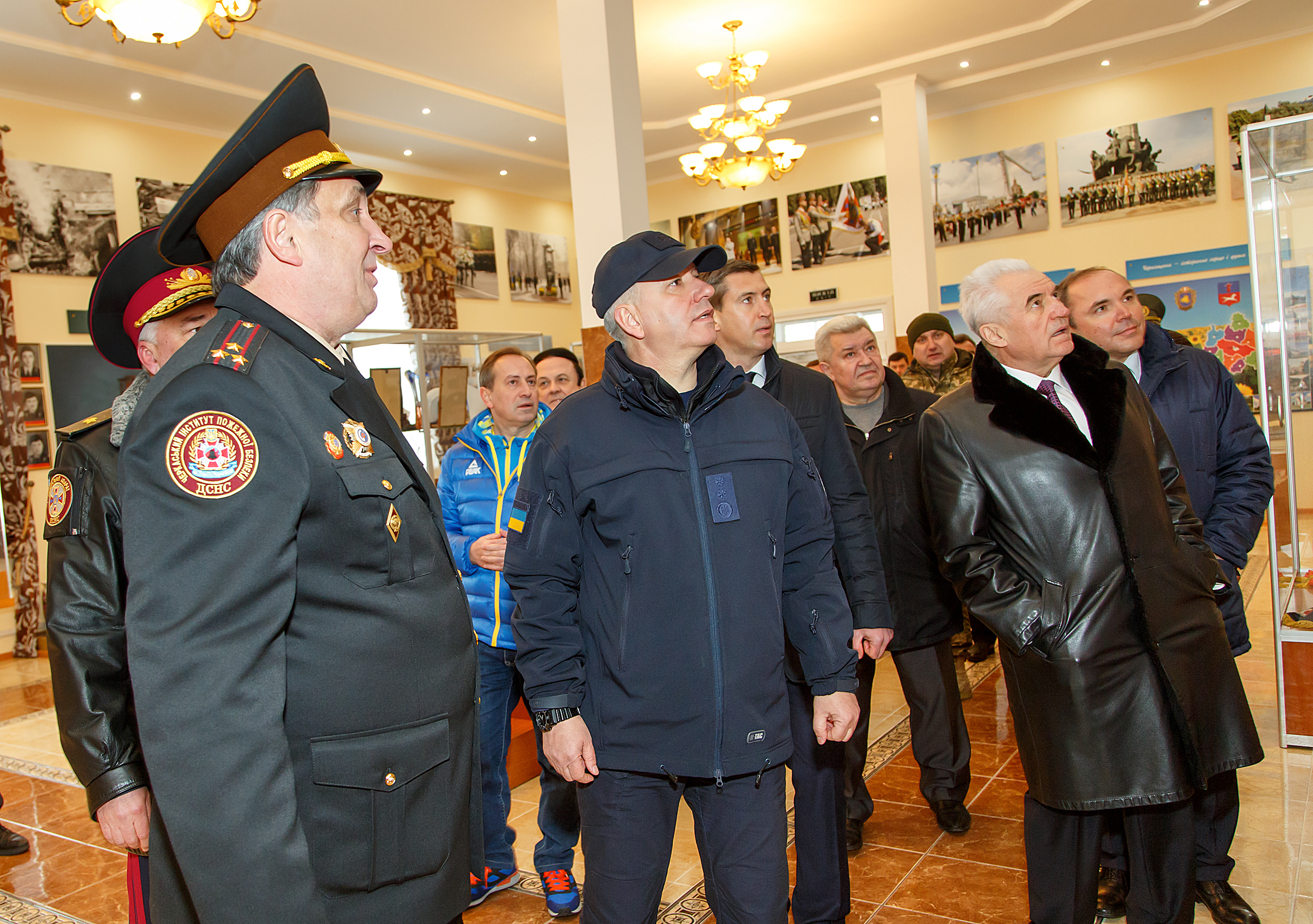
Голова ДСНС України Микола Чечоткін, Голова Черкаської ОДА Юрій Ткаченко та президент Федерації пожежно-прикладного спорту України генерал-полковник вн. сл. Григорій Рева з почесними гостями під час відвідувань музею

У 2015 р. в.о. навчального закладу О. М. Тищенко запропонував нову концепцію експозицій музею, яка мала враховувати як історичний шлях пожежно-рятувальної служби України, так і боротьбу українського народу за волю і незалежність. 
Не випадковим було обрано й місце для нового музею навчального закладу — біля монумента Героям Чорнобиля, створеного за проектом народного художника України, член-кореспондента Національної академії мистецтв України Миколи Білика. Після завершення будівельних робіт монумент чорнобильцям та музей інституту стали представляти єдиний музейний комплекс. Нині народний музей історії ЧІПБ імені Героїв Чорнобиля має окрему будівлю.

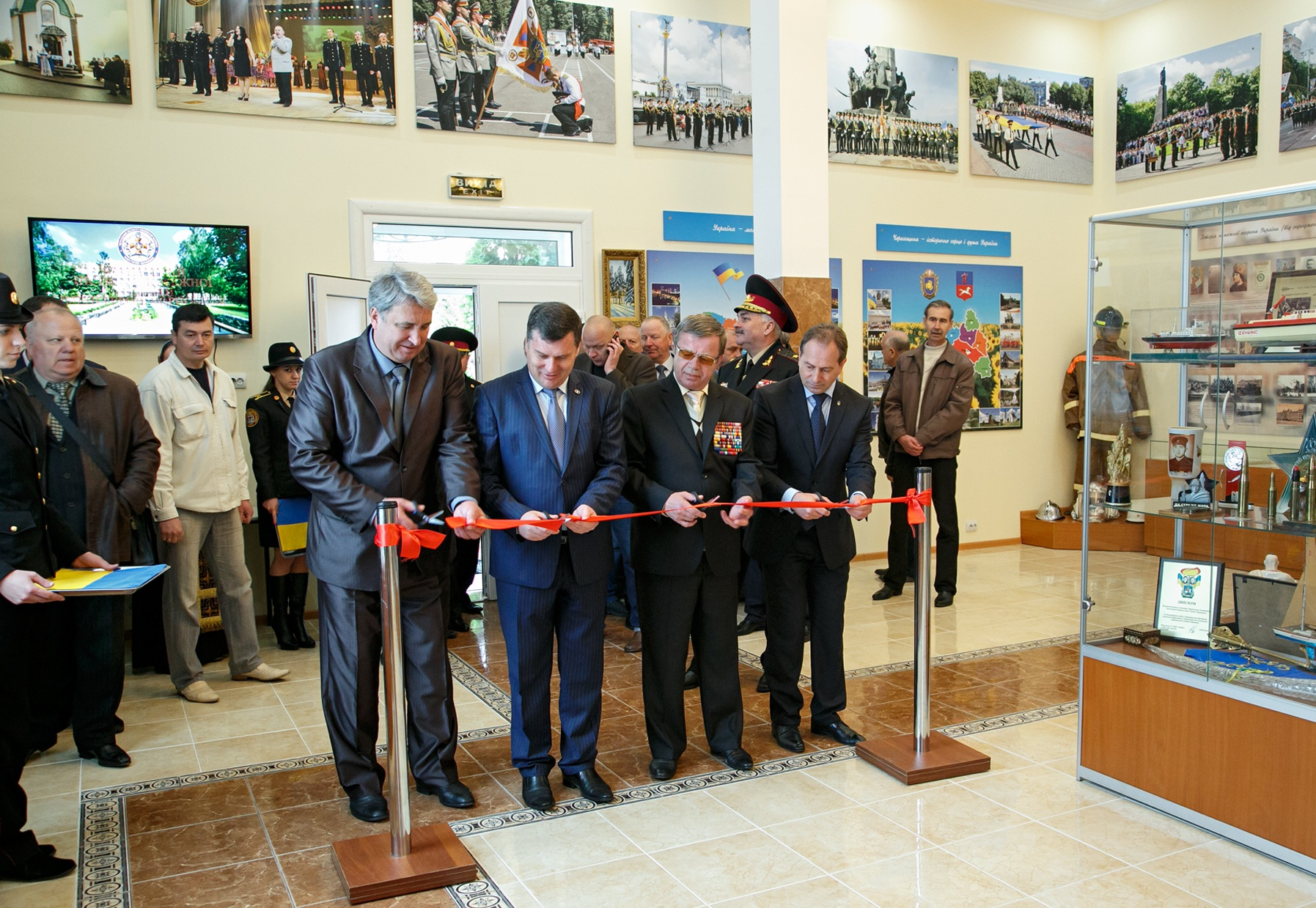
Відкриття оновленого музею Черкаського інституту пожежної безпеки ім. Героїв Чорнобиля 26 квітня 2016 р.

Дизайном експозицій музею займалися випускник відділення заочного навчання Томіленко В. А. та старший викладач кафедри суспільних наук Томіленко А. Г. Дизайн стендів здійснив майор с.ц.з. Пустовіт М. О. Кураторство будівельними та дизайнерськими роботами здійснювали заступники начальника інституту: полковники с. ц. з. Басараб С. М. та Сотник С. І.
Оновлений Народний музей інституту було відкрито 26 квітня 2016 року до 30-х роковин Чорнобильської катастрофи. На урочистому відкритті виконуючий обов'язки начальника Черкаського інституту пожежної безпеки імені Героїв Чорнобиля НУЦЗ України Олександр Тищенко зазначив: «Новий, сучасний музей є важливим етапом у вихованні та підготовці фахівців рятувальної справи — шануючи історію свого навчального закладу, вони примножать його славу, та в майбутньому доповнять музей новими експонатами».

## Експозиція
Основний фонд музею включає 14 експозицій, оформлених за хронологічно-тематичним принципом:
- - Черкащина — історичне серце і душа України
  - Історія пожежної охорони України (від зародження до 1917 р.)
  - Історія пожежної охорони України (20 — 80 рр. ХХ ст.)
  - Черкаське пожежно-технічне училище (1973—1981 рр.)
  - Черкаське пожежно-технічне училище (1981—1995 рр.)
  - Черкаський інститут пожежної безпеки імені Героїв Чорнобиля (1996—2003 рр.)
  - Черкаський інститут пожежної безпеки імені Героїв Чорнобиля (2004—2007 рр.)
  - Академія пожежної безпеки імені Героїв Чорнобиля
  - Черкаський інститут пожежної безпеки імені Героїв Чорнобиля НУЦЗУ (2014—2019 рр.)
  - В основі професіоналізму — практичне навчання
  - Поступ у майбутнє до нових вершин
  - Наукова, навчальна та міжнародна діяльність
  - Вони пішли у безсмертя
  - Визвольний рух України

У зібрання музею увійшли унікальні фото, картини, технічні моделі, пожежно-технічне обладнання рятувальників минулих часів (серед експонатів брандспойт 1910 р.), історичні експонати становлення та розвитку навчального закладу. В колекції музею представлені матеріали та документи про Чорнобильську катастрофу, подарунки від випускників, ветеранів, ліквідаторів ЧАЕС.
Представлено особисті речі Героїв Радянського Союзу випускників навчального закладу Володимира Правика та Віктора Кібенка.
Представлені також особисті речі Героя Радянського Союзу Леоніда Петровича Телятникова, та ліквідаторів аварії у червні 1986 р. з числа учасників Черкаського зведеного загону протипожежної служби цивільної оборони.

## Про діяльність музею у ЗМІ
- Проект каналу UATV Channel — Черкаський інститут пожежної безпеки імені Героїв Чорнобиля | Бери вище! (ефір 05.08.2019)
- Громадська організація «Спілка ректорів вищих навчальних закладів України» — Музеї ЗВО [Архівовано 16 липня 2021 у Wayback Machine.]
- В Черкасах тривають Чемпіонати ДСНС України з пожежно-прикладного спорту // https://ridna.ua/2018/03/u-cherkasah-tryvayut-chempionaty-dsns-ukrajiny-z-pozhezhno-prykladnoho-sportu-foto-video/ [Архівовано 13 серпня 2021 у Wayback Machine.]